# Danse Macabre (Efteling)
Danse Macabre (französisch für „Totentanz“) ist eine Attraktion im niederländischen Freizeitpark Efteling. Es handelt sich um das erste Fahrgeschäft der Welt, das Show und Fahrsystem kombiniert.
Thematisch dreht sich die Attraktion um eine Geistergeschichte über einen verfluchten Schaffner. Besucher können sich in verschiedene Richtungen drehen, während Licht- und Soundeffekte, bewegliche Bühnenbilder und Animatronics für eine gruselige Atmosphäre sorgen. Die Attraktion befindet sich zusammen mit dem angrenzenden Themenbereich Anderrijk und ersetzte 2024 den zuvor an gleicher Stelle befindlichen Spookslot. Das Musikstück Danse Macabre des französischen Komponisten Camille Saint-Saëns, das auch im Spukschloss verwendet wurde, bildet das Leitmotiv der Attraktion. Danse Macabre wurde am 31. Oktober 2024 (Halloween) offiziell eröffnet.

## Hintergrundgeschichte
Im Vorprogramm der Warteschlange erklärt eine Stimme, dass die Besucher den Huyverwoud erreicht haben und sich zwischen den Überresten der Abtei von einer Kapelle in Kaatsheuvel befindet. Damit sind die Dörfer Sprang-Capelle und Kaatsheuvel gemeint. Am Freitag, den 13. des Jahres 1876 wurde in der Abtei ein Musikwettbewerb veranstaltet. Das Orchester des Dirigenten Joseph Charlatan nahm daran teil. Nach der Aufführung des Totentanzes wurde der Wettbewerb vom Unnamenlosen übernommen. Das Böse erscheint immer noch in Gestalt einer monströsen katzenartigen Kreatur rund um die Abtei.

## Konzept und Konstruktion
Danse Macabre ersetzte den Spookslot. Der Freizeitpark wünschte sich für den Ersatz ein ähnliches, gruseliges Thema. Das Designteam zog verschiedene Ideen in Betracht, darunter ein Themenrestaurant und ein Theater. Schnell wurde entschieden, dass der Ersatz eine Attraktion sein sollte. Im Mai 2022 kündigte Efteling Danse Macabre an, begleitet von einem Werbevideo auf YouTube.
Die Bauarbeiten begannen unmittelbar nach dem Abriss des Spukschlosses und wurden in einer Behind-the-Scenes-Dokumentation des Efteling dokumentiert. Neben der Attraktion wurden auch der Gastronomiepunkt „In den Swarte Kat“ und das Toilettengebäude „De Laetste Hoop“ im gleichen Thema errichtet. Diese wurden am 1. Juli 2023 eröffnet. Die Struktur erreichte ihren höchsten Punkt am 1. Februar 2024.